# Société française de transmissions florales
 (juillet 2014).
La société française de transmissions florales ou SFTF, exploitant de la marque commerciale Interflora en France et à Monaco, est une entreprise française spécialisée dans la transmission florale. Elle a été créée en 1946.
La SFTF constitue le holding qui regroupe les participations dans Interflora France, Interflora Espagne, Renaud Distribution et BeBloom. 
Elle est détenue depuis 2011 par les fonds d'investissement  Chevrillon associés et HLD, son siège social est situé à Lyon dans le département du Rhône et la région Rhône-Alpes.
Le réseau Interflora regroupe environ 5 200 fleuristes en France. Le service permet de faire livrer des fleurs à distance par le biais des fleuristes membres agréés du réseau.

## Histoire
En 1923, la Florists’ Telegraph Delivery (FTD) crée une unité française de transmission florale. Celle-ci est rebaptisée Association des fleuristes de France (AFF) en 1927, lors d’un congrès qui se déroule à Orléans (Loiret). La même année, la France intègre le groupement européen de transmission florale Fleurop. Le premier président de l’AFF est Louis Chevalier
En 1939, la Seconde Guerre mondiale met un terme aux échanges de transmission florale. Durant l’occupation de la France par l'Allemagne, l’association des fleuristes de France se réfugie à Lyon (Rhône). Le 10 décembre  1946, elle signe l’arrivée officielle d’Interflora en France avec la création de la Société française de transmissions florales (SFTF), dont le siège est toujours basé à Lyon. La SFTF adopte le logo d'Interflora en 1950. À partir de 1956, son premier président-directeur général est Raymond Moreux, qui est également le président d’Interflora Inc. 
En 1952, la France accueille à Paris le premier congrès mondial de Fleurop-Interflora
En 1983, la Banque française Interflora informatique (FBII) est créée en association avec la Banque française pour le commerce et l'industrie.
La SFTF met en place un service de commande de fleurs par téléphone à partir de 1989. Le premier album présentant la collection de bouquets Interflora paraît en 1993. Il est distribué dans les magasins de fleurs qui composent le réseau national puis présenté sur Internet avec la création du site www.interflora.fr en février 1998.
En 1997, la SFTF est reprise par la famille Hazak.
En 2003, la famille Hazak s’associe à Barclays Private Equity, filiale de capital-investissement de la banque britannique Barclays. La SFTF devient actionnaire à 100 % de la société Renaud Distribution, grossiste en accessoires et fournitures pour les professionnels de la fleur.
En 2003, la cour d'appel confirme la sanction de 1,524 million d'euros prononcée en 2001 à Interflora par le Conseil de la concurrence, la justice lui reprochant d'avoir abusé de sa position dominante sur le marché de transmission des commandes florales pour empêcher les fleuristes d'appartenir à des réseaux concurrents, Téléfleurs, Transelite, Floritel et Flora-Jet.
En 2006, Barclay se retire d’Interflora France et est remplacé par 21 Centrale Partners, le fonds d'investissement de la famille italienne Benetton.
En 2008, la SFTF acquiert 63 % d’Interflora Espagne.
En 2011, la SFTF est rachetée par les fonds d'investissement français Chevrillon associés et HLD pour 147 000 000 €.
En 2013, la SFTF rachète les activités de vente en ligne de BeBloom.
En 2014, des fleuristes de son réseau, principalement dans l’Ouest de la France, entrent en conflit contre la société de transmission florale. Ils lui reprochent d'avoir modifié unilatéralement le montant des commissions dues aux fleuristes d'une façon unilatérale et de tromper le client avec une différence de prix entre le bouquet commandé et livré.
En 2015, Chevrillon associés et HLD sont remplacés par Montefiore et LFPI .
En 2015, Le groupe Interflora rachète le site Internet cadeaux.com.

## Données financières
En 2010, la SFTF réalise un chiffre d'affaires de 153 millions d'euros (dont 55 % de commandes par internet) et emploie 250 personnes. Elle dispose d'un réseau de 5 200 fleuristes.

## Les présidents d'Interflora en France
| Année | Président                                                                  |
| ----- | -------------------------------------------------------------------------- |
| 1927  | Louis Chevalier, président de l’Association des fleuristes de France (AFF) |
| 1956  | Raymond Moreux, également Président d’Interflora Inc.                      |
| 1959  | Maurice Debrie, également vice-président d’Interflora Inc.                 |
| 1960  | Charles Passeron                                                           |
| 1962  | Jan Lecomte                                                                |
| 1965  | Paul-Claude Silveri                                                        |
| 1989  | Jean Donzier                                                               |
| 1992  | Denis Fastout                                                              |
| 1994  | Jean-Louis Lurde                                                           |
| 1997  | Philippe Monville, également vice-président de Fleurop-Interflora EBC      |
| 2004  | Jean-Paul Raconnat                                                         |
| 2008  | Josiane Coupry                                                             |
| 2014  | Gilles Pothier                                                             |

## Autres activités

### Le groupe d’art floralInterflora
Le groupe d’art floral Interflora est créé en 1975, regroupant des artisans fleuristes représentant la France dans les compétitions florales internationales. Le groupe d’art floral (GAF) se consacre également à évaluer les tendances de l’art floral, afin de mettre au point les albums et les collections de la marque.
En 1979, Jean-Michel Mertens, membre du groupe, devient le premier Français à remporter la coupe du Monde des fleuristes à Melbourne (Australie) ; en 1997, Gilles Pothier décroche le titre de champion du Monde des fleuristes à Amsterdam (Pays-Bas).
Pour pérenniser la profession et valoriser l’art floral, les membres du groupe sélectionnent et entraînent de nouveaux jeunes talents, qui intègrent chaque année le collège d’art floral (COAF).